# Héctor Schönhauser
Héctor Javier Schönhauser Coronel (Asunción, 19 de septiembre de 1984) es un exfutbolista y director técnico paraguayo. Dejó la práctica profesional del deporte a corta edad a causa de una lesión en la espalda.

## Trayectoria como jugador
Como jugador se desempeñaba como marcador central o volante central, una lesión en la espalda lo llevó a dejar la práctica del fútbol a los 22 años.
Debutó en Primera División de un equipo regional de San Lorenzo a los 15 años, el 19 de marzo del 2000, de allí pasó a jugar al Club Atlético Tembetary (2004-2005), Club Sportivo San Lorenzo 2005, Club Libertad de Carapegua 2006, en el 2007 fue a jugar a Alemania, en el Club Germanya Geyen de la de 4ª división.[cita requerida]

## Entrenador
Debutó como entrenador en el Club 2 de Mayo de la ciudad de Pedro Juan Caballero, teniendo a su cargo la categoría reserva y la sub-17 en el torneo Clausura del 2008.
Desde febrero del 2009 a junio del 2011 fue parte del cuerpo técnico de las selecciones menores de la Asociación Paraguaya de Fútbol, categorías sub-15, sub-17 y sub-20 como ayudante técnico.[cita requerida]
Fue parte del cuerpo técnico de la Selección Paraguaya sub-15, campeona en el sudamericano de la categoría realizada en Bolivia en el año 2009, como ayudante técnico de Gerardo "Monito" González.[cita requerida]
En el 2012 dirigió a las categorías sub-18 y sub-20 del Club Cerro Porteño de Presidente Franco como así también a las categorías sub-17 y sub-18 del General Caballero de Zaballos Cue.[cita requerida]
En el 2013, fue puesto a cargo de las categorías sub-18 y sub-20 del Club Nacional como así también responsable de la categoría reserva hasta el torneo apertura del 2014.
En el clausura 2014 dirigió al Club Sportivo Luqueño en Categoría Reserva, siguiendo en el cargo hasta el apertura 2015 peleando el título de campeón hasta las últimas fechas.
En el Torneo Clausura 2015 dirigió la categoría sub-18 de las formativas del Sportivo Luqueño.[cita requerida]
En el año 2016 fue asistente técnico de Freddy "Petróleo" García en Comerciantes Unidos de Cutervo - Perú, luego en el Olimpia de Itá junto a Iván Almeida.[cita requerida]
Para el clausura 2016 volvió al Sportivo Luqueño para hacerse cargo nuevamente de la categoría reserva.
El 2017 inició como técnico en la categoría reserva y coordinador de las divisiones formativas para luego pasar al plantel profesional primero como asistente técnico de Adrián Coria y luego asumir como tècnico principal, dirigiendo en la Copa Sudamericana contra el Deportivo Cali, al ser sustituido volvió al cargo de Coordinador General de las divisiones formativas del Sportivo Luqueño donde se desempeñó hasta volver a asumir como director técnico principal en el apertura 2018.
En el 2021 dirigió al 24 de Septiembre VP de la Tercera División de Paraguay.
En 2022, es el director técnico en las divisiones formativas del club OLIMPIA, así como director de una carrera universitaria DIRECCIÓN ADMINISTRACIÓN Y GESTION DEPORTIVA en la Universidad San Lorenzo (UNISAL)
Cuenta con Licencia PRO emitida por la Asociación Paraguaya de Fútbol como también la licencia PRO CONMEBOL.